# نواج
نواج إحدى قرى مركز طنطا التابع لمحافظة الغربية بجمهورية مصر العربية، تبعد 8 كيلومتر عن عاصمة المحافظة طنطا. يبلغ زمام القرية 1562 فدان أي 8.1 كيلومتر. يوجد بالقرية كلية الاقتصاد المنزلي بجامعة الأزهر.

## التاريخ
قرية نواج من القرى القديمة، حيث وردت باسم «نواج» في أعمال الغربية ضمن قرى الروك الصلاحي التي أحصاها ابن مماتي في كتاب قوانين الدواوين، كما وردت باسم «نواج» في أعمال الغربية ضمن قرى الروك الناصري التي أحصاها ابن الجيعان في كتاب «التحفة السنية بأسماء البلاد المصرية». وردت باسم «نواج» في التربيع العثماني الذي أجراه الوالي العثماني سليمان باشا الخادم في عصر السلطان العثماني سليمان القانوني ضمن قرى ولاية الغربية، وفي تاريخ 1228هـ/1813م الذي عدّ قرى مصر بعد المسح الذي قام به محمد علي باشا باسم «نواج» ضمن قرى مديرية الغربية.
ذكرها علي مبارك في كتابة فقال عنها:«وأغلب أبنيتها باللبن وبها جامع مبني بالآجر». طبق في القرية ما يُعرف بتجربة نواج في عامي 1957 و1958 لتنظيم الملكيات الزراعية والجمعيات التعاونية وهي التجربة التي طُبقت في القطر المصري كله.

## التعليم
تصل نسبة الأمية في القرية إلى 32.64% بين من تجاوزوا العاشرة من عمرهم، بينما تصل نسبة من حصلوا على تعليم جامعي إلى 6.03% من جملة السكان.

## السكان
بلغ إجمالي السكان في نواج 20,589 نسمة، منهم 10,543 رجل و10047 امرأة في تقدير 2018.
| السنة  | 1882 | 1897 | 1907 | 1927 | 1947 | 1960 | 1976 | 1986   | 1996   | 2006   | 2018   |
| ------ | ---- | ---- | ---- | ---- | ---- | ---- | ---- | ------ | ------ | ------ | ------ |
| القرية | 1970 | 3011 | 3324 | 3975 | 4987 | 6305 | 8250 | 11,934 | 13,514 | 16,586 | 20,589 |

## أعلام
- شمس الدين النواجي أديب وشاعر مشهور ينسب للقرية ولكن مختلف أين ولد.[23][24]
- حامد أبو أحمد (1948 - 2020) روائي وناقد أدبي.[25]